# Итало-албанская католическая церковь
Итало-албанская католическая церковь (итал. Chiesa cattolica Italo-Albanese, лат. Ecclesia Italo-Albanica, официально Католическая церковь византийского обряда в Италии, итал. Chiesa bizantina cattolica in Italia) — одна из восточнокатолических церквей, придерживающихся византийского обряда, то есть принадлежащая к числу грекокатолических церквей. Обе епархии церкви расположены на территории Италии. Помимо двух епархий в церковь входит монастырь ордена базилиан Гроттаферрата, имеющий статус территориального аббатства.
Итало-албанскую католическую церковь не следует смешивать с албанской католической церковью, распространённой в Албании.

## История
Византийская традиция на Сицилии и в Южной Италии возникла в V—VI веках. В VIII веке византийский император-иконоборец Лев III перевёл эту область из юрисдикции папы под юрисдикцию Константинопольского патриархата, однако после норманнского завоевания и потери Византией Южной Италии Римские папы вновь восстановили свою власть над грекоязычными общинами Италии. Многие из этих общин не участвовали в Великом расколе XI века и сохранили церковное общение с Римским престолом, образовав таким образом византо-католическую церковь.

Табличка на итало-албанской церкви св. Афанасия в Риме с изображением ключей св. Петра и надписью на греческом языке

Во второй половине XV века после поражения восстания Скандербега в Южную Италию переселилось значительное количество албанских эмигрантов, определённая часть которых исповедовала православие, а после эмиграции присоединилась к католической церкви византийского обряда. С этого периода традиционное название «итало-греческая церковь» начинает постепенно изменяться на «итало-албанская».
Итало-албанская церковь пережила как множество внутренних нестроений, так и конфликтов с латинским епископатом. В 1564 году папа Пий IV издал конституцию «Romanus Pontifex», которой подчинил итало-албанскую церковь юрисдикции латинских епископов, которые зачастую были настроены враждебно по отношению к византийскому богослужению. Папа Климент VIII попытался в 1595 году буллой «Instructio super ritibus Italo-Graecorum» предотвратить утрату итало-албанской церковью своих литургических традиций и учредил должность епископа для итальянских католиков византийского обряда. Однако, процесс перехода итало-албанцев в латинский обряд и их растворения в преимущественно латинском окружении не прекращался. Пытаясь остановить этот процесс папа Климент XII учредил в 1732 и 1734 годах семинарии в Калабрии и на Сицилии, которые должны были готовить священников византийского обряда. В 1742 году папа Бенедикт XIV в конституции «Etsi Pastoralis» пересмотрел многие дискриминационные положения церковного законодательства в отношении итало-албанцев. Впрочем, хотя в конституции итало-албанцы призывались к сохранению своего обряда, однако подчёркивалось первенство латинского. Окончательно полное равенство двух обрядов было признано в XIX веке папой Львом XIII в конституции «Orientalium dignitas Ecclesiarum».
В 1919 году была учреждена епархия византийского обряда в Лунгро, чья юрисдикция распространялась на юг Апеннинского полуострова, а в 1937 году — епархия Пьяна-дельи-Альбанези на Сицилии.

## Современное состояние

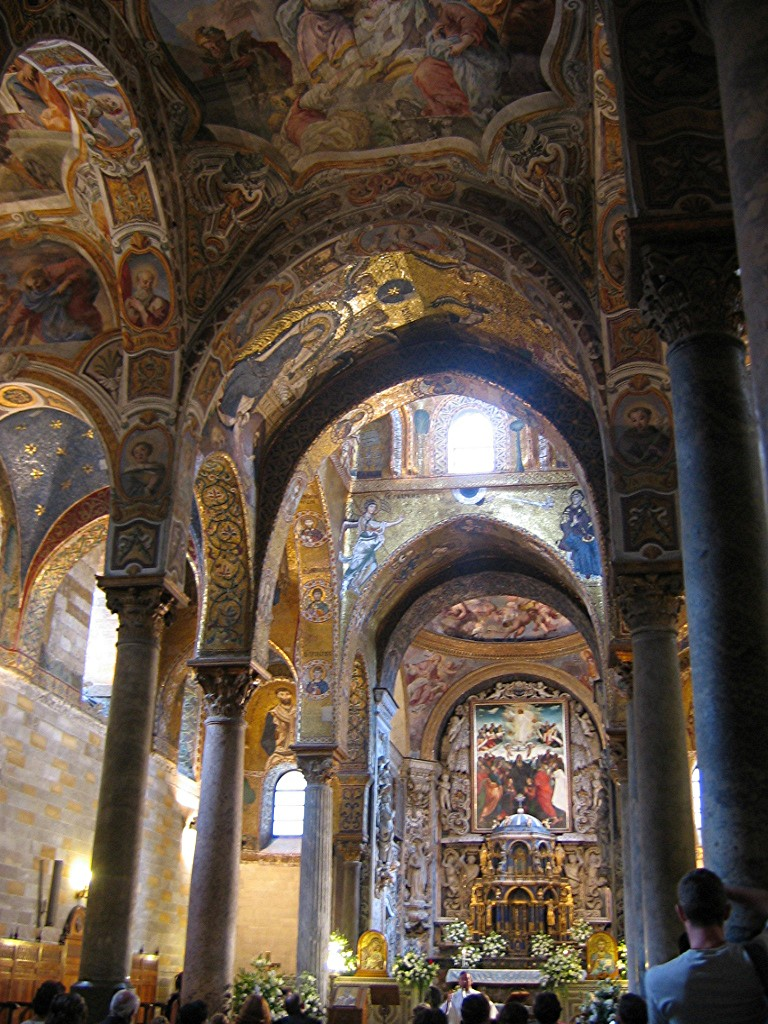
Интерьер церкви Марторана в Палермо — одного из двух кафедральных соборов епархии Пьяна-дельи-Альбанези

Итало-албанская католическая церковь состоит из двух независимых епархий (Лунгро и Пьяна-дельи-Албанези) и также независимого от них территориального аббатства базилиан Гроттаферрата. Церкви принадлежит также Папская Греческая коллегия св. Афанасия, где выпускники итало-албанских семинарий могут углубить образование.
Литургия традиционно проводится на греческом языке, однако после II Ватиканского собора наряду с греческим в богослужебном использовании употребляются итальянский и албанский языки. Епархию Лунгро с 2012 года возглавляет епископ Донато Оливерио, епархию Пьяна-дельи-Альбанези — с 2015 года возглавляет епископ Джорджо Деметро Галларо.
По данным Annuario Pontificio за 2016 год епархия Лунгро насчитывала 33 400 человек, 29 приходов и 42 священника, епархия Пьяна-дельи-Альбанези 23 000 человек, 15 приходов и 25 священников. Монастырь Гроттаферрата насчитывает 12 монахов, из которых 9 — священники.